# Его — це ворог
Его — це ворог (англ. Ego Is the Enemy)  — книга американського підприємця, медіастратега, головного редактора «New York Observer», Раяна Голідея. Вперше вийшла в США 14 червня 2016 року у видавництві «Portfolio». Українською мовою перекладена та опублікована 2019 року видавництвом «Наш формат» (перекладачка — Олена Любенко).

## Огляд книги
Часто наші найбільші проблеми не спричинено зовнішніми факторами, людьми чи обставинами. Навпаки всі вони є результатом власного ставлення, егоїзму чи самопоглинання.
Автор порушує питання зрадницької природи Его та дає поради, що робити, коли наше «Я» не просто виривається на поверхню, а переважає, цим самим не даючи нам бути раціональними та об'єктивними.

## Основний зміст
У книзі не обговорюється Его або ж егоїзм як клінічний термін. Его визначається як «нездорова віра у власну важливість». Автор дає оцінку такому стану та його розбіжності з упевненістю. Раян Голідей стверджує, що розв'язанням проблеми Его є смирення, самосвідомість, наявність мети та реальне ставлення до речей. Насправді Его можна підкорити. Все, що треба для цього зробити — це поставити важливі цілі вище власного визнання.
«Его — це ворог» — ціла низка життєвих історій тих, кому вдалося перекроїти світ відповідно до власного бачення: Крістофер Маккендлесс, Джордж Маршалл, Джон Делореан, Ларрі Пейдж, Стів Джобс. Їх стратегія і тактика може бути використана як дієвий інструментарій для завоювання Его кожним, хто прочитає цю книгу.

## Додатково
Відразу після виходу, в 2016 році, книга визнана бестселером у США такими авторитетними виданнями, як: «USA Today», «Chicago Tribune» та «Publishers Weekly».

## Відгуки про книгу
«Вважаю, цю книгу має прочитати кожен спортсмен, бізнесмен чи лідер. Раян Голідей — один із найперспективніших молодих письменників свого покоління», — Джордж Равелінг, американський баскетболіст.
«Раян Голідей написав блискучу книгу, що випереджає свій час… Безцінний матеріал!» — Браян Коппельман, американський кінематографіст, есеїст, музичний продюсер.

## Переклад українською
- Раян Голідей. Его — це ворог / пер. Олена Любенко. — К.: Наш Формат, 2019. — ISBN 978-617-7682-34-8.